# Vladimir Milojčić
Vladimir Milojčić (* 7. Februar 1918 in Zagreb; † 19. Februar 1978 in Heidelberg) war ein jugoslawisch-deutscher Archäologe und Prähistoriker.

## Leben
Vladimir Milojčić begann sein Studium der Altertumswissenschaften 1938 als Schüler von Miloje Vasić an der Universität Belgrad. Während seiner Studienzeit beteiligte er sich an verschiedenen Grabungen, so in der Festung Kalemegdan unter der Leitung von Wilhelm Unverzagt, im spätantiken Iustiniana Prima unter der Leitung von V. Petković und in Vučedol unter der Leitung von Robert Rudolf Schmidt, wobei er verschiedene Grabungstechniken erlernte. Im Jahr 1942 wechselte er zu Oswald Menghin nach Wien, bei dem er im März 1944 promoviert wurde. Seine Dissertation behandelte „Das ältere Neolithikum in Serbien“.
In den Jahren 1945 bis 1946 verfasste er bei Gero von Merhart seine Habilitationsschrift mit dem Titel „Beiträge zur absoluten und relativen Chronologie der jüngeren Steinzeit und zum Indogermanenproblem“. Nach einem kurzen Aufenthalt als Assistent Joachim Werners an der Universität München habilitierte er schließlich 1947 an dieser Universität. Nachdem er von 1954 bis 1956 eine außerplanmäßige Professur an der Universität München innegehabt hatte, wurde er als ordentlicher Professor an den Lehrstuhl für Vor- und Frühgeschichte der Universität des Saarlandes berufen; diesen verließ er 1958, um einem Ruf an den Lehrstuhl der Heidelberger Universität zu folgen, wo er bis zu seinem Tode blieb. Seit 1963 war er ordentliches Mitglied der Heidelberger Akademie der Wissenschaften. Von 1968 bis 1974 war er Sekretar der Akademie.
Vladimir Milojčić war seit 1949 verheiratet mit Johanna Milojčić, geborene von Zumbusch (* 1927; † 1991), einer Tochter des Dermatologen Leo von Zumbusch und Enkelin des Internisten Friedrich von Müller. Er hatte einen Sohn und zwei Töchter. Eine seiner Töchter, Alexandra Lotte Milojčić (* 1949; † 2010), war ebenfalls promovierte Archäologin und seit 1971 verheiratet mit dem Archäologen Siegmar von Schnurbein.

## Publikationen
- Das ältere Neolithikum in Serbien. Maschinenschriftliche Dissertation, Universität Wien 1944.
- Chronologie der jüngeren Steinzeit Mittel- und Südosteuropas. Mann, Berlin 1949.
- Die prähistorische Siedlung unter dem Heraion (= Samos. Band 1). Reichert, Wiesbaden 1961.
- mit Joachim Boessneck und Maria Hopf: Die deutschen Ausgrabungen auf der Argissa-Magula in Thessalien 1: Das präkeramische Neolithikum sowie die Tier- und Pflanzenreste (= Beiträge zur ur- und frühgeschichtlichen Archäologie des Mittelmeer-Kulturraumes. Band 2). Habelt, Bonn 1962.
- mit anderen: Paläolithikum um Larissa in Thessalien (= Beiträge zur ur- und frühgeschichtlichen Archäologie des Mittelmeer-Kulturraumes. Band 1). Habelt, Bonn 1965.
- Bericht über die Ausgrabungen und Bauuntersuchungen in der Abtei Frauenwörth auf der Fraueninsel im Chiemsee 1961–1964 (= Abhandlungen der Bayerischen Akademie der Wissenschaften Philosophisch-Historische Klasse. Neue Folge, Heft 65). 3 Teile, Verlag der Bayerischen Akademie der Wissenschaften, München 1966 (Digitalisat: Textteil; Tafelteil; Pläne).
- als Herausgeber: Kolloquium über frühmittelalterliche Skulptur. ZDB-ID 7494-9;
  - Band 1: Vortragstexte. 1968. von Zabern, Mainz 1969.
- mit Harald Hauptmann: Die Funde der frühen Dimini-Zeit aus der Arapi-Magula Thessaliens (= Beiträge zur ur- und frühgeschichtlichen Archäologie des Mittelmeerkulturraumes. Band 9). Habelt, Bonn 1969.
- mit Johanna Milojcic-von Zumbusch: Die deutschen Ausgrabungen auf der Otzaki-Magula in Thessalien 1: Das frühe Neolithikum (= Beiträge zur ur- und frühgeschichtlichen Archäologie des Mittelmeer-Kulturraumes. Band 10/11). 2 Teilbände, Habelt, Bonn 1971, ISBN 3-7749-1158-4.
- als Herausgeber: Kolloquium über spätantike und frühmittelalterliche Skulptur. ZDB-ID 7497-4;
  - Band 2: Vortragstexte. 1970. von Zabern, Mainz 1971;
  - Band 3: Vortragstexte. 1972. von Zabern, Mainz 1974.
- mit Eva Hanschmann: Die deutschen Ausgrabungen auf der Argissa-Magula in Thessalien 3: Die frühe und beginnende mittlere Bronzezeit (= Beiträge zur ur- und Frühgeschichtlichen Archäologie des Mittelmeer Kulturraumes. Band 13/14). 2 Teilbände, Habelt, Bonn 1976.
- mit anderen: Die deutschen Ausgrabungen auf Magulen um Larisa in Thessalien 1966. Agia Sofia-Magula, Karagyoes-Magula, Bunar Baschi (= Beiträge zur ur- und frühgeschichtlichen Archäologie des Mittelmeer-Kulturraumes. Band 15). Habelt, Bonn 1976, ISBN 3-7749-1330-7.
- Die deutschen Ausgrabungen auf der Otzaki-Magula in Thessalien. Supplement 2: Die mittelneolithische Siedlung (= Beiträge zur ur- und frühgeschichtlichen Archäologie des Mittelmeer-Kulturraumes. Band 20,2). Habelt, Bonn 1983.
- Die deutschen Ausgrabungen auf der Otzaki-Magula in Thessalien. Supplement 3: Das späte Neolithikum und das Chalkolithikum, Stratigraphie und Bauten (= Beiträge zur ur- und frühgeschichtlichen Archäologie des Mittelmeer-Kulturraumes. Band 20,3). Habelt, Bonn 1983.